# Rio Ipixuna (vattendrag i Brasilien, Amazonas, lat -5,62, long -63,19)
Rio Ipixuna är ett vattendrag i Brasilien.   Det ligger i delstaten Amazonas, i den nordvästra delen av landet, 2 000 km nordväst om huvudstaden Brasília.
I omgivningarna runt Rio Ipixuna växer i huvudsak städsegrön lövskog. Trakten runt Rio Ipixuna är nära nog obefolkad, med mindre än två invånare per kvadratkilometer.